# Безносков, Иван Захарович
Иван Захарович Безносков (20 января 1918 — 25 февраля 1945) — участник Великой Отечественной войны, Герой Советского Союза.
В годы Великой Отечественной войны Безносков Иван Захарович — командир батальона, 333-го гвардейского стрелкового полка, 117-й гвардейской Бердичевской стрелковой дивизии, 13-й армии, 1-го Украинского фронта, гвардии капитан.

## Биография
Родился в Тюмени 20 января 1918 года в семье рабочего. После окончания начальной школы работал в столярном цехе деревообрабатывающего комбината «Красный Октябрь». В 1936 году уехал в поселок Остяко-Вогульск (Ханты-Мансийск), работал водителем катера.
Осенью 1938 года был призван на срочную службу. В июле 1941 года попал на фронт, а в августе был ранен. В ноябре 1941 года защищал Москву, участвовал в освобождении Харькова, форсировал Днепр, освобождал от фашистов Украину и Польшу. С войсками 1-го Украинского фронта Иван Безносков дошел почти до Берлина.
В 1945 году командовал батальоном. В январе 1945 года батальону гвардии капитана Безноскова был дан приказ форсировать Одер и захватить плацдарм на западном берегу. 25 января бойцы батальона захватили аэродром противника в районе населенного пункта Любен, чем обеспечили продвижение дивизии на берлинском направлении. Этот бой стал последним для командира. После тяжелого 6-го ранения Иван Захарович скончался в госпитале 28 февраля 1945 года.
Указом Президиума Верховного Совета СССР от 10 апреля 1945 года за образцовое выполнение боевых заданий командования на фронте борьбы с немецкими захватчиками и проявленные при этом отвагу и геройство гвардии капитану Ивану Захаровичу Безноскову посмертно присвоено звание Героя Советского Союза.
Награжден орденом Ленина, Александра Невского, двумя орденами Красной Звезды, медалью «Золотая Звезда».
Его имя носит улица в Ханты-Мансийске, речной катер, школа№5. 
__________________________________________________
Родился в семье рабочего. Отец — ветеран Первой мировой войны, на фронте попал под газовую атаку немцев и рано умер. Мама — Елена Яковлевна Безноскова осталась одна с шестью детьми. Иван, окончив четыре класса школы, устроился на работу в столярный цех деревообрабатывающего комбината «Красный Октябрь».
С 1936 года семья Безносковых жила в посёлке Остяко-Вогульск (с 1940 года — Ханты-Мансийск). Иван устроился мотористом на катер окружного отдела НКВД. 
В 1938 году был призван на срочную службу в Красную армию. Служил на Дальнем Востоке, с июля 1941 года — в действующей армии, участвовал в боях за Москву, сражался под Смоленском, освобождал Харьков, форсировал Днепр. Пять раз был ранен. Во время Висло-Одерской операции командовал батальоном. 25 января получил шестое ранение и 28 февраля 1945 года скончался в госпитале от ран.
Указом Президиума Верховного Совета СССР 10 апреля 1945 года за образцовое выполнение боевых заданий командования на фронте борьбы с немецкими захватчиками и проявленные при этом отвагу и геройство гвардии капитану Безноскову Ивану Захаровичу посмертно было присвоено звание Героя Советского Союза

## Награды
- Медаль «Золотая Звезда» Героя Советского Союза
- Орден Ленина
- Два Ордена Красной Звезды
- Орден Александра Невского
- Медали.

## Память
- Бюст Героя установлен в городе Ханты-Мансийске на «Аллее славы», в парке Победы[2].
- Мемориальная доска с именем Ивана Безноскова установлена в селе Мешковое, Шебекинского района, Белгородской области.
- Улица носящая имя Героя есть, в городе Ханты-Мансийске.
- В городе Бердичеве (Украина) на территории воинской части по ул. Красная гора, 1, на Аллее Героев установлен бюст Ивана Безноскова.